# Boophis williamsi
Espèce
Synonymes
- Rhacophorus williamsi Guibé, 1974

Statut de conservation UICN

 CR B1ab(iii)+2ab(iii) : 
En danger critique
Boophis williamsi est une espèce d'amphibiens de la famille des Mantellidae.

## Répartition
Cette espèce est endémique de Madagascar. Elle se rencontre à haute altitude dans le massif d'Ankaratra,.

## Étymologie
Cette espèce est nommée en l'honneur d'Ernest Edward Williams.

## Publication originale
- Guibé, 1974 : Batraciens nouveaux de Madagascar. Bulletin du Museum National d'Histoire Naturelle, sér. 3, Zoologie, vol. 171, p. 1169-1192 (texte intégral).